# دهستان هرنگ
هرنگ، دهستانی است از توابع بخش کوخرد هرنگ شهرستان بستک و در غرب استان هرمزگان در جنوب ایران واقع شده‌است.
سوغات معروف این ده حلوا، ارده، پشمک است. سوغات طلایی هرنگ ارائه کننده این سوغات می باشد.

## جمعیت
جمعیت این دهستان بر اساس سرشماری سال ۱۳۹۵ جمعیت آن ۴٬۵۶۴ نفر (۱٬۱۵۸ خانوار)
بوده است.

## فهرست منابع و مآخذ
- بختیاری، سعید،  «اتواطلس ایران» ، “ مؤسسه جغرافیایی وکارتگرافی گیتاشناسی، بهار ۱۳۸۴ خورشیدی.